# TK-20 Severstal'
Il TK-20 Severstal' è il sesto esemplare costruito della classe Typhoon. Impostato presso il cantiere Sevmash di Severodvinsk, è stato l'ultimo battello costruito dei progetto 941. Nel dicembre 2008 risultava in servizio operativo nella Flotta del Nord.

## Storia
La costruzione del TK-20 iniziò presso il cantiere Sevmash di Severodvinsk il 6 gennaio 1987, e lo scafo del sottomarino fu varato nel luglio 1988. Entrato in servizio nella marina sovietica il 4 settembre 1989, fu inquadrato nella Flotta del Nord (18ª Divisione) il 28 febbraio 1990.
Utilizzato per lanciare un SLBM dal Polo Nord nel novembre 1996, ricevette il nome di Severstal (cirillico: Северсталь, letteralmente, "acciaio del nord") nel 2001. Nel giugno dello stesso anno, iniziò un ciclo di lavori di revisione e riparazione, che si conclusero nel dicembre 2002. Non è chiaro se sarà modificato per imbarcare i nuovi missili SS-N-30 Mace, comunque nel dicembre 2008 risulta essere operativo nella Flotta del Nord. Si tratta dell'unico esemplare della classe ancora armato di missili balistici (imbarca dieci SS-N-20 Sturgeon, su un massimo di venti).